# Уоткинс, Джон Элфрит
Джон Элфрит Уоткинс (англ. John Elfreth Watkins) (1852—1903) — американский инженер в области гражданского строительства, работавший на железных дорогах США. Он или, вероятнее, его сын Джон Элфрит Уоткинс-младший (John Elfreth Watkins Jr., 1875—?) стал известен в 2011 году, когда была найдена опубликованная автором с этим именем в 1900 году в женском журнале Ladies’ Home Journal статья о том, каким будет мир через следующие сто лет. Ряд предсказаний Уоткинса сбылись.

## Биография
Джон Элфрит Уоткинс работал инженером-строителем на американских железных дорогах. Благодаря его усилиям был сохранён паровоз «Джон Булл», который впоследствии стал экспонатом музея железных дорог в Пенсильвании. В результате несчастного случая в 1873 году он частично потерял трудоспособность и стал клерком в офисе Пенсильванских железных дорог, а в 1885 году стал куратором транспортного отдела Смитсоновского института. Уоткинс также сотрудничал с журналом The Saturday Evening Post, который издавался тем же издательством, что и Ladies’ Home Journal.

## Предсказание 1900 года
В 1900 году Уоткинс написал для журнала Ladies’ Home Journal статью, озаглавленную «Что может случиться в последующее столетие» (англ. What May Happen In The Next Hundred Years). Как было указано в первых строках статьи, Уоткинс проконсультировался со специалистами крупнейших национальных центров науки и образования, и готов предоставить на обзор публики прогноз на предстоящее столетие, касающийся разных сфер человеческой жизни (политики, технологии, демография, воспитания, медицины и так далее — всего по 29 темам).
В 2011 году Джефф Нилссон, редактор исторического отдела журнала Saturday Evening Post, обнаружил старую статью, поразился точностью некоторых предсказаний и решил, спустя 112 лет, обратить на неё внимание читателей.

### Сбывшиеся предсказания
Согласно материалам BBC News Magazine, в частности журналиста Тома Геогхегена (англ. Tom Geoghegan), и Русской службы Би-Би-си (рубрика «Общество»), Уоткинс верно предсказал следующее.
Цифровая цветная фотография — хотя Уоткинс и не использовал термин «цифровая» и даже приблизительно не описал принцип работы компьютеров, но он вполне точно рассказал о том, как люди будут пользоваться такими устройствами: «Фотоснимки будут передаваться по телеграфу на любые расстояния. Если в Китае через сто лет произойдет сражение, наиболее яркие его моменты попадут в газеты уже через час… И фотографии будут передавать настоящие цвета» — писалось в статье. При этом, по мнению Патрика Такера из американской неправительственной организации «Общество мирового будущего» (англ. World Future Society), Уоткинс предсказал этим ещё и появление интернета.
Мобильная связь — Уоткинс писал: «Беспроводные телефонные и телеграфные сети опутают мир. Любой муж сможет позвонить из центра Атлантического океана своей жене в спальню в Чикаго. Нам будет так же просто позвонить в Китай, как теперь — позвонить из Нью-Йорка в Бруклин».
Увеличение роста человека — Уоткинс писал, что средний американец станет выше на 1—2 дюйма. Это сбылось с поразительной точностью. Если в 1900 году рост среднего американца составлял 66—67 дюймов (167—170 см), то в 2000 году — 69 дюймов (175 см).
Танки — Уоткинс довольно точно описал применение «фортов на колесах», которые «будут прорываться через открытые пространства со скоростью современного экспресса». При этом Уоткинс полагал, что на поле боя танки должны будут занять место кавалерии. Первый бой с применением танков произошёл уже в 1916 году.
Самолёты — Уоткинс описал «летательные машины». По мнению Уоткинса, перед ними стояли бы прежде всего разведывательные задачи: «… будут оснащены телескопами с дальностью в сотню миль. Оснащённые фотоаппаратами, они смогут снимать позиции врага на этом расстоянии. Такие фотоснимки — с разрешением и размерами, как будто их сделали через улицу, — будут попадать на стол командующим». Как известно, самолеты-разведчики, способные фотографировать на большом расстоянии, появились значительно позже первого полёта братьев Райт.
Полуфабрикаты — Уоткинс писал: «Готовые к употреблению блюда будут поставляться из заведений, подобных современным бакалеям». Полуфабрикаты, которые продаются в современных магазинах, доказывают правоту Уоткинса. Он, правда, полагал, что посуду, в которой будет поставляться такая еда, придётся возвращать. Он также предсказал, что продукты будут храниться в холодильниках в течение долгого времени.
Теплицы — «Овощи будут выращиваться гораздо быстрее при помощи сильного электрического света, который будет заменять солнечный», — писал Уоткинс. При этом, по его описанию, в больших застеклённых плантациях, где в земле будут проложены провода, зиму можно будет превратить в лето, а ночь — в день. Также он упоминал о возможности доставки продовольствия на самолетах из отдалённых стран, где созрел урожай.
Телевидение и веб-камеры — Уоткинс писал: «Человек сможет наблюдать за всем миром. Изображения людей и всевозможных вещей будут через камеры передаваться по электрическим проводам на экраны, отстоящие за несколько тысяч миль». Это описание вполне соответствует телевидению, особенно ведущему репортажи в прямом эфире, и ещё больше — веб-камерам.
Замедление демографического роста — Уоткинс полагал, что американцев к концу XX века станет «от 350 миллионов до 500 миллионов». Хотя он и ошибся в абсолютной цифре, но предугадал тенденцию — если бы он экстраполировал данные о численности роста населения США в XIX веке на век XX, то получил бы результат 1 млрд 200 млн человек.
Кондиционеры — «холодный воздух будет идти из специальных кранов, и таким образом можно будет регулировать температуру в доме точно так же, как сейчас мы пускаем из крана холодную или горячую воду, чтобы набрать ванну», утверждал Уоткинс. Он полагал, что тёплый и холодный воздух в XX веке должен будет поставляться из специальных крупных станций — точно так же, как вода или газ. Этого не произошло, однако описание самого принципа кондиционирования воздуха в помещении вполне точно описывает то, как действуют современные сплит-системы.
Синтезаторы — Уоткинс описал, как устройство позволит музыкантам исполнять произведения, находясь на расстоянии — сигналы передавались бы при помощи электричества и воспроизводились бы в другом месте. Точно такого устройства создано не было, однако, по мысли Уоткинса, «эти автоматические устройства будут точно воспроизводить звучание инструмента … к инструментам будут добавлены приспособления, которые будут усиливать эмоциональный эффект от музыки» — а это уже подходит под описание синтезатора.
Гигантские фрукты — Уоткинс предсказывал появление «земляники размером с яблоко». В XX веке действительно были выведены более крупные сорта фруктов и овощей, хотя такой крупной земляники садовой всё ещё нет.
Сверхскоростные поезда — Уоткинс полагал, что «Поезда будут ходить со скоростью 2 мили в минуту. А экспрессы — 150 миль в час». Предсказание сбылось — спустя 100 лет в мире существовали поезда, которые развивали 240 км в час. Рекорд скорости принадлежал французским скоростным поездам TGV, один из которых в 2007 году разогнался до 574,8 км/ч.

### Несбывшиеся предсказания
В статье Уоткинса содержалось гораздо больше предсказаний. Далеко не все они сбылись.
Из несбывшихся предсказаний Би-би-си выделила следующие:
- что к 2000 году в мире не останется диких животных, даже таких многочисленных, как мухи, тараканы и комары.
- что через 100 лет после 1900 года в города не будут пускать автомобили. Вместо них, по его словам, в городах появится разветвлённая сеть подземного городского транспорта.
- что в английском языке «за ненужностью» исчезнут буквы C, X и Q — их должны были заменить другие буквы, обозначающие на письме те же звуки.
- что все ежедневно будут проходить по 10 миль.

В одном предсказании Уоткинс ошибся частично — по его мнению, к концу XX века самым популярным языком в мире должен был стать английский (что сбылось), а второе место в своем предсказании Уоткинс отвёл русскому языку.